# Pontavert
Pontavert je francouzská obec v departementu Aisne v regionu Hauts-de-France. V roce 2012 zde žilo 590 obyvatel.

## Sousední obce
Beaurieux, Berry-au-Bac, Concevreux, Craonne, Craonnelle, Gernicourt, Chaudardes, La Ville-aux-Bois-lès-Pontavert

## Vývoj počtu obyvatel
Počet obyvatel